# Polada-Kultur
Die Polada-Kultur (Italienisch cultura di Polada) ist eine archäologische Kultur aus der frühen Bronzezeit Norditaliens.

## Eponymer Fundort
Die Polada-Kultur ist nach dem archäologischen Fundort Polada benannt, der zur Gemeinde Lonato del Garda in der Lombardei gehört. Hier wurden von Giovanni Rambotti in einer Torfgrube zwischen 1870 und 1875 die ersten Funde gemacht, darunter die Überreste prähistorischer Pfahlbauten sowie die charakteristische Henkelgefäß-Keramik. In der Literatur eingeführt wurde der Name von der Prähistorikerin Pia Laviosa Zambotti.

## Museum Giovanni Rambotti

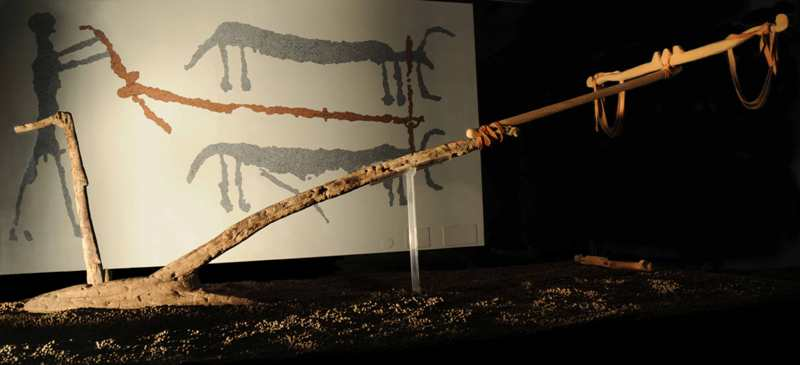
Eichenholzpflug von Lavagnone

Die vielen Funde aus der Polada-Torfgrube sowie von der benachbarten Pfahlbausiedlung Lavagnone 5 Kilometer südlich von Desenzano del Garda können heute im Museum Giovanni Rambotti in Desenzano del Garda besichtigt werden. Unter den Artefakten befinden sich Keramiken, Messer- und Waffenspitzen aus Kieselstein, Waffen, Geräte sowie ein Pflug aus Eichenholz aus der südalpinen Bronzezeit (ca. 2200 v. Chr.).

## Verbreitungsgebiet

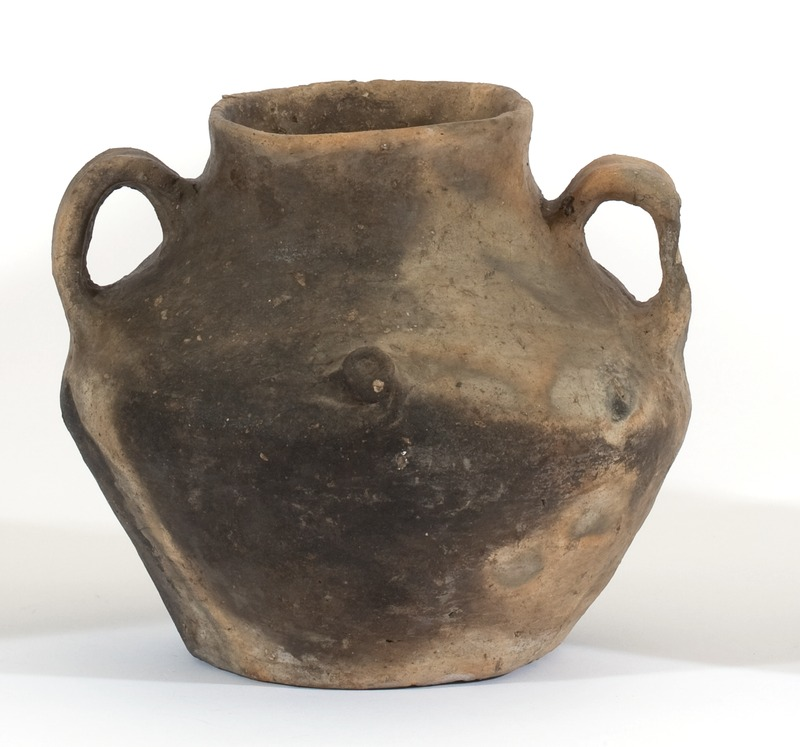
Bikonische Amphore der Polada-Kultur

Die Dörfer der Polada-Kultur befanden sich vorwiegend an See- und Flussufern. Die Siedlungen bestanden aus Pfahlbauten, deren Überreste in der heutigen Lombardei, in Venetien und im Trentino anzutreffen sind. Sie hatten eine räumliche Ausdehnung von rund einem Hektar mit zirka 200 bis 300 Bewohnern.
Mit der Polada-Kultur assoziierte Hort- und Gräberfunde können sehr weit nach Nordwesten reichen, wie beispielsweise ins Aostatal oder in den Kanton Tessin.

## Wirtschaftsweise
Die Menschen der Polada-Kultur ernährten sich vorwiegend von der Tierhaltung, der Jagd, dem Ackerbau, dem Fischfang und vom Sammeln in den umliegenden Wäldern. An der Polada-Fundstätte Solferino wurden ferner die Überreste des ältesten domestizierten Pferdes auf italienischem Boden gefunden.

## Kulturenvergleich

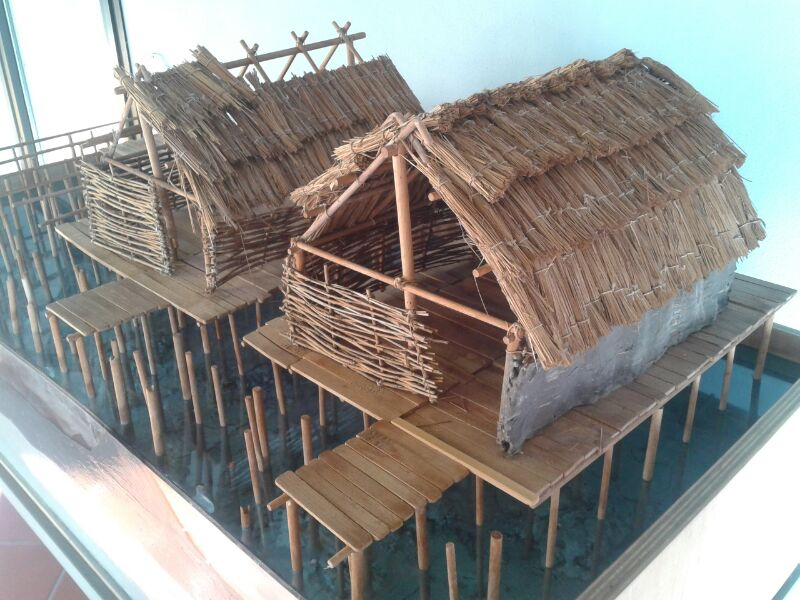
Modell der Polada-Pfahlbausiedlung im Museum Giovanni Rambotti

Abgesehen vielleicht vom Gebrauch von Pfeil und Bogen und einem gewissen, technischen Können in der Metallverarbeitung besitzt die Polada-Kultur keinerlei Übereinstimmungen mit der vorangegangenen Remedello-Kultur und der Glockenbecherkultur. Auch wenn die hergestellten Keramiken weiterhin noch relativ grobschlächtig ausfallen, so sind auf dem Gebiet der Steinindustrie, der Knochen- und Hornverarbeitung und der Metallurgie durchaus Fortschritte zu verzeichnen. Insbesondere die Werkzeuge und Waffen aus Bronze lassen eine Verwandtschaft mit den Artefakten der Aunjetitzer Kultur und anderen, nördlich der Alpen angesiedelten Kulturgruppen erkennen.
Zeitgleich mit der Polada-Kultur in Norditalien sind um den Alpenbogen folgende Kulturen anzutreffen:
- Die Leithaprodersdorf-Gruppe am Ostrand bei Wien
- Die Unterwölblinger Gruppe, Straubinger Gruppe und Singener Gruppe entlang des Nordrandes der Ostalpen
- Die Culture du Rhône in der Westschweiz
- Das Bronze ancien rhodanien im Rhonetal Frankreichs
- Die Campaniforme barbelé in der Provence und die
- Ljubljana-Kultur in Slowenien.

Zahlreiche Ähnlichkeiten bestehen auch mit der Bonnanaro-Kultur, die sich zur selben Zeit auf Sardinien entfaltete.

## Chronologie
Der Polada-Kultur wird gewöhnlich der Zeitraum 2200 bis 1500 v. Chr. zugewiesen, laut A. F. Harding (2000) auch 2400 bis 1400 v. Chr. David-Elbiali & David (2009) beschränken die Zeitspanne neuerdings auf 2200 bis ca. 1750 v. Chr.

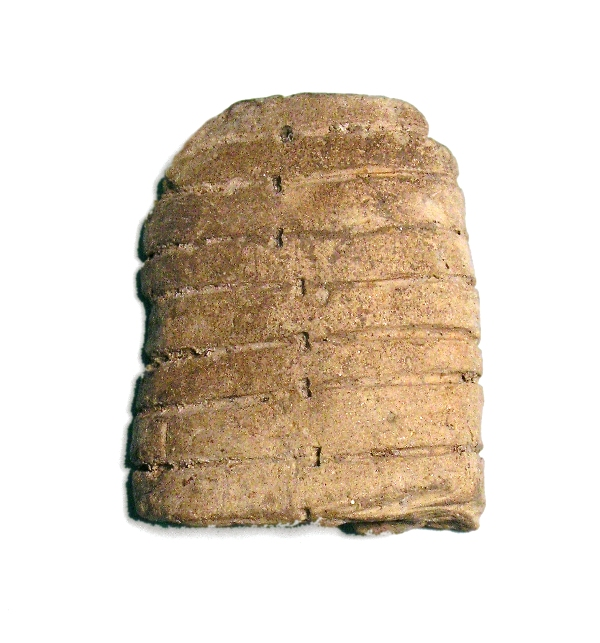
Brotlaibidol der Polada-Kultur

Die so genannten ogetti enigmatici oder Brotlaibidole, die in Polada und beim Lago di Ledro gefunden wurden, stammen aus dem jüngeren Abschnitt der südalpinen Frühbronzezeit und korrelieren zeitlich mit der Polada-Kultur. Nach der Chronologie von Renato Perini entsprechen sie den Stufen Bronzo Antico II und Bronzo Antico III (Polada-B-Zusammenhang). Diese gemusterten Tonobjekte können in Italien durch die dendrochronologisch erhaltenen absoluten Daten in einen Zeitraum von 2050 v. Chr. (Polada B, Lavagnone 2) bis 1400/1300 v. Chr. (Lavagnone, Isolone di Mincio) gestellt werden.
Nach dem Chronologiesystem von Paul Reinecke betrifft die Polada-Kultur die Bronzezeit-Stufen BzA2 bis BzC2, gemäß David-Elbiali & David (2009) jedoch nur noch BzA1a, BzA1b und BzA2a, d. h. Frühe und Entwickelte Frühbronzezeit.
Der Siedlung Lavagnone 1 kann ein Alter von 2080/2050 v. Chr. zugeordnet werden. Lavagnone 2 existierte 65 Jahre (von 2050 bis 1991/1985 v. Chr.) und Lavagnone 3 begann um 1984 v. Chr.
Absolutdatierungen mittels der Radiokohlenstoffmethode erbrachten jedoch bisher wesentlich jüngere Alter von 1380 und 1270 v. Chr.

## Bedeutung
Die Polada-Kultur kennzeichnet für den Norden Italiens den definitiven Eintritt in die Bronzezeit.

## Fundorte

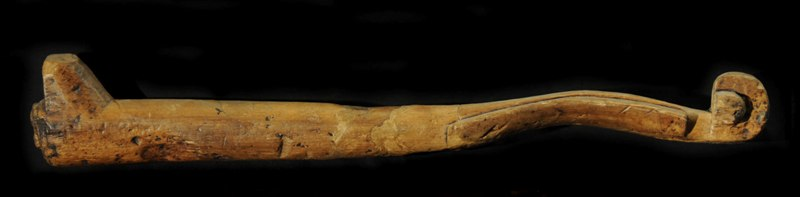
Joch aus Lavagnone

- Torfgrube Polada (eponymer Fundort)
- Alba Via Bubbio (bei Alessandria) – Gräberfund (3728 ± 29 Radiokohlenstoffjahre vor heute bzw. kalibriert 2126 ± 59 v. Chr.)
- Arbedo-Castione im Kanton Tessin – Hortfund
- Bande di Cavriana Scavo (bei Mantua)
- Barche di Solferino (bei Solferino) – sehr späte Phase (BzA2b)
- Canàr I (bei Rovigo)
- Castello Valsolda (bei Como) – Hortfund
- Castione dei Marchesi (bei Parma) – Hortfund
- Fiavé 3 (bei Fiavé im Trentino) – Beilfund des Langquaid-II-Typs (BzA2b)
- La Quercia di Lazise
- Pfahlbauten am Ledrosee – Trentino
- Lavagnone 4, Lavagnone 3/A und Lavagnone 2/A
- Lucone D
- Pfahlbausiedlung von Maraschina
- Moniga del Garda
- Palude Brabbia (bei Varese) – Hortfund
- Pfahlbausiedlung von Porto Galeazzi
- Remedello Sopra (bei Brescia) – Hortfund mit Beilen des Neyruz-Typs
- Romagnano (Vorort von Trient) – Gräberfund
- Saint-Martin de Corléans (bei Aosta) – Gräberfund (3760 ± 60 Radiokohlenstoffjahre vor heute bzw. kalibriert 2179 ± 100 v. Chr.)
- San Sivino / Gabbiano
- Savignano (bei Modena) – Hortfund
- Sorbara di Asola (bei Mantua) – Hortfund
- Torbole (bei Brescia) – Hortfund mit Beilen des Neyruz-Typs
- Vela di Valbusa (Vorort von Trient) – Gräberfund

Andere wichtige Fundstätten liegen zwischen Mantua und dem Gardasee sowie am Lago di Pusiano.